# María Emma Mejía
María Emma Mejía Vélez (Medellín, 27 de setembro de 1953) é uma política e diplomata colombiana. Foi secretária-geral da União de Nações Sul-Americanas (Unasul) de 9 de maio de 2011 a 11 de junho de 2012. Ela já trabalhou no setor público por vários anos como Ministra da Educação e das Relações Exteriores durante o governo de Ernesto Samper, foi nomeada para vice-presidente da República em 1998 junto com Horacio Serpa e aspirou a ser eleita como prefeita de Bogotá três vezes. Tornou-se integrante do Partido Liberal Colombiano e, posteriormente, do Pólo Democrático Alternativo esquerdista servindo como um membro da Direção Nacional.
Mejia preside a Fundação Pés Descalços da cantora colombiana Shakira, conduziu o programa de opinião "Aprenda com Maria Emma" transmitido pela TV Caracol Internacional e faz parte do "Comité Consultivo dos Assuntos Exteriores da Colômbia."

## Biografia

### Trajetória política e pública
Durante esse tempo ela conheceu o líder liberal Luis Carlos Galan, que acompanhou até 1989, quando ele foi morto. No mesmo ano assumiu a chefia da campanha presidencial levando Cesar Gaviria Trujillo à Presidência da República; neste governo foi nomeada assessora presidencial de Medellín, mas esta designação causou grande surpresa e críticas ao governo, porque, pela participação ativa de Maria Emma na campanha presidencial, esperava-se uma posição mais sênior para ela. Em 1993, foi nomeada embaixadora na Espanha, sendo ratificada por Ernesto Samper, em cujo governo iria, inicialmente, ocupar o cargo de Ministra da Educação (1995-1996) antes de ser nomeada ministra dos Negócios Estrangeiros (1996-1998); no exercício desse cargo se tornou a primeira (e até agora a única)mulher a exercer o governo da Colômbia, como o Ministra Delegada dos direitos presidenciais, durante um dia em janeiro de 1998.
Na eleição de 1998 foi candidata para a vice-presidência do Partido Liberal, com seu parceiro de gabinete Horacio Serpa, mas foram derrotados. Durante o governo de Andrés Pastrana foi designada como negociadora da paz para o malfadado processo de paz com as FARC.
Serviu por dois anos como presidente-executiva da Fundação Pés Descalços da cantora Shakira, há oito anos tem sido parte da Comissão de Facilitação Civíl com o ELN e a nove anos é membro do Comitê Consultivo de Relações Exteriores.